# 民和组
民和组是位于中国青海民和县一带的下白垩世地层，1973年由青海石油普查队命名。该地层以棕红色泥岩、粉砂质泥岩（上部），棕色砾岩、细砾岩（下部）为主，间夹细砂岩、石膏（上部），粉砂岩、粉砂质泥岩（下部）。